# Вейн (округ, Огайо)
Шаблон:StateAbbr_ 40°50′ пн. ш. 81°53′ зх. д. / 40.83° пн. ш. 81.89° зх. д.
О́круг Вейн (англ. Wayne County) — округ (графство) у штаті Огайо, США. Ідентифікатор округу 39169.

## Історія
Округ утворений 1808 року.

## Демографія
За даними перепису
2000 року
загальне населення округу становило 111564 осіб, зокрема міського населення було 53742, а сільського — 57822.
Серед мешканців округу чоловіків було 55090, а жінок — 56474. В окрузі було 40445 домогосподарств, 29488 родин, які мешкали в 42324 будинках.
Середній розмір родини становив 3,17.
Віковий розподіл населення поданий у таблиці:
| Стать    | До 15 років | 15-21 | 22-29 | 30-39 | 40-49 | 50-65 | 65-85 | Понад 85 |
| -------- | ----------- | ----- | ----- | ----- | ----- | ----- | ----- | -------- |
| Чоловіки | 12966       | 6390  | 5330  | 7747  | 8553  | 8386  | 5260  | 458      |
| Жінки    | 12260       | 5984  | 5245  | 7796  | 8516  | 8764  | 6760  | 1149     |

## Суміжні округи
- Медіна — північ
- Самміт — північний схід
- Старк — схід
- Голмс — південь
- Ешленд — захід

## Виноски
1. ↑  Wayne County History. Wayne County Public Library. Архів оригіналу за 13 липня 2013. Процитовано 12 червня 2012.
2. ↑  U.S. Decennial Census. United States Census Bureau. Архів оригіналу за 19 липня 2018. Процитовано 11 лютого 2015.
3. ↑  Historical Census Browser. University of Virginia Library. Архів оригіналу за 16 серпня 2012. Процитовано 11 лютого 2015.
4. ↑  Forstall, Richard L., ред. (27 березня 1995). Population of Counties by Decennial Census: 1900 to 1990. United States Census Bureau. Архів оригіналу за 14 лютого 2015. Процитовано 11 лютого 2015.
5. ↑  Census 2000 PHC-T-4. Ranking Tables for Counties: 1990 and 2000 (PDF). United States Census Bureau. 2 квітня 2001. Архів оригіналу (PDF) за 18 грудня 2014. Процитовано 11 лютого 2015.
6. ↑  State & County QuickFacts. United States Census Bureau. Архів оригіналу за 22 липня 2011. Процитовано 11 лютого 2015.(англ.) Наведено за англійською вікіпедією.
7. ↑  American FactFinder. Бюро перепису населення США. Архів оригіналу за 26 лютого 2012. Процитовано 31 січня 2008.

| США | Це незавершена стаття з географії США. Ви можете допомогти проєкту, виправивши або дописавши її. |